# Wilhelm Ostwald
Wilhelm Friedrich Ostwald (Riga, 1853. szeptember 2. – Lipcse, 1932. április 4.) balti német kémikus, a fizikai kémia úttörője. 1909-ben „a katalízissel kapcsolatos munkásságáért, valamint a kémiai egyensúlyokat és a reakciósebességeket meghatározó tényezők vizsgálataiért” kémiai Nobel-díjjal tüntették ki.

## Életpályája
A német–orosz városban, Rigában született, egyszerű család sarjaként: édesapja kádármesterként dolgozott. Ostwald rossz tanuló volt, az öt osztályú reálgimnáziumot hét év alatt végezte el, különösen a filológiával akadt sok gondja. A bizonyítványai mindig rosszak voltak, de fizikában, kémiában mindig jeleskedett. 1872-ben kezdte meg kémiai tanulmányait a Dorpati Egyetemen (ma Tartui Egyetem, Észtország). Ritkán járt előadásokra, laboratóriumi munkát azonban sokat végzett. 1875-ben a Rigai Fizikai Intézetben asszisztensi munkát kapott. Már ebben az évben elkezdte elektrokémiai vizsgálatait, illetve a fizika és kémia egyesítését. 1878-ban Carl Schmidtnél doktori címet szerzett és magántanárként kezdett dolgozni a Dorpati Egyetemen.

### Ostwald, a tanár
1881-ben meghívták a Rigai Politechnikum (ma Rigai Műszaki Egyetem) kémia tanárának. Remek tanár volt, tanítványai rajongtak érte. Tanársága ideje alatt megduplázódott a kémiahallgatók száma.
Munkája mellett kísérleti tanulmányokat írt és ekkor alkotta meg első jelentős munkáját, Az általános kémia tankönyvét (Lehrbuch der allgemeinen Chemie) két kötetben. A könyv a fizika és kémia egész áttekintése és történelmi kritikája, a fizikai kémia egyik alapműve.
1887-ben meghívást kapott a Lipcsei Egyetem fizikai kémia professzori állására, amit nyugdíjazásáig, 1906-ig betöltött. Ebben az időben érett meg a gondolat Ostwaldban, hogy létrehozzon egy fizikai-kémia folyóiratot. Kollégája és jó barátja, Jacobus Henricus van ’t Hoff kémikus lett a „Fizikai-kémiai lapok” (Zeitschrift für physikalische Chemie, Stöchiometrie und Verwandtschaftslehre) című folyóirat társkiadója. Az első kötet létrejöttéhez (1887) világszerte sok kutatót kellett megnyerniük, de a lap a későbbiekben évtizedeken keresztül a fizikai kémia kutatóinak kiemelkedő fóruma lett, mivel Ostwald és Van’t Hoff idegen nyelvű cikkeket is lefordítottak. Ostwald 1922-ig szerkesztette a folyóiratot.
1889-ben kezdte kiadni Az egzakt tudományok klasszikusai (Klassiker der exakten Wissenschaften) című sorozatot, amelyben a fizika és a kémia terén addig megjelent jelentős dolgozatokat gyűjtötte össze.
Egykori tanítványa, Paul Walden így vélekedik róla: „Liebig klasszikus »kémiai levelei« óta nem volt kémikus, aki ennyire minden réteg és minden életkor mestere lett volna. Liebig elsősorban a kémia általános kérdéseit vitte be a legszélesebb körökbe, Ostwald könyvei pedig az általános (a fizikai) kémia jelentőségének a hirdetői. Ha még hozzávesszük a »természetfilozófiai előadásait«, amelyekben Ostwald minden művelt emberhez beszél és az emberi szellem örökös kérdéseire keres választ, akkor el kell ismernünk, hogy kémikus most lett először ennyire egy egész nép tanítómesterévé […] De tovább kell mennünk. Ostwald munkáit egész sor kultúrnyelvre lefordították, van köztük olyan is, amely kilenc nyelven jelent meg (németül, angolul, franciául, olaszul, oroszul, lengyelül magyarul, görögül, japánul), ki kell tehát mondanunk, hogy Ostwald nemzetközi tanítómesterré emelkedett.”
1904-05 között egy évet az Egyesült Államokban töltött a Harvard Egyetem első német vendégprofesszoraként.

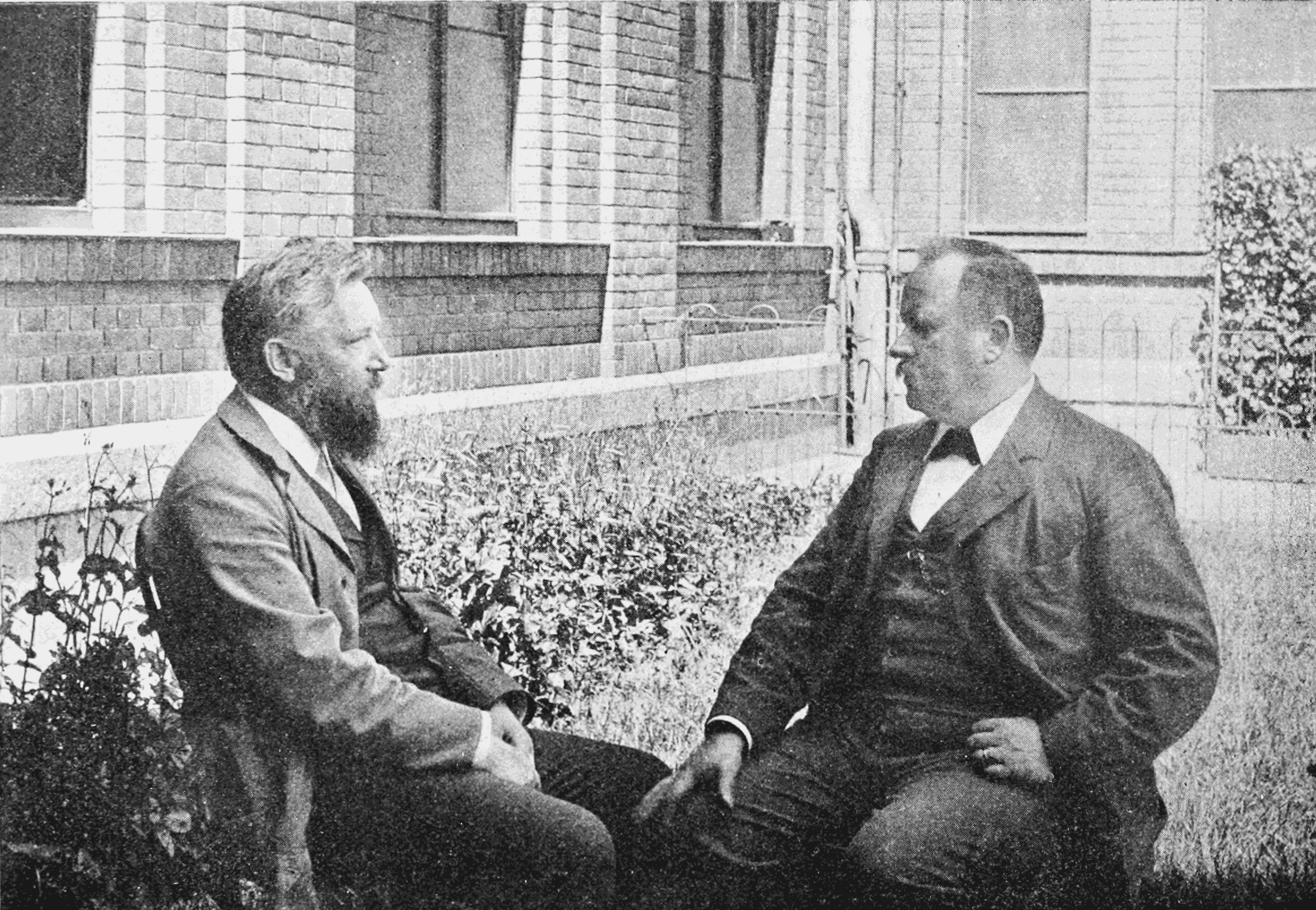
Ostwald és Arrhenius

### Ostwald, a tudós
Az elektrolitok struktúrájáról Ostwald professzorsága idején Rigában még nem volt világos elképzelés. (Akkoriban azt gondolták, hogy az ionok csupán nagyon reaktív atomok). 1883-ban elsőként felismerte az addig teljesen ismeretlen svéd kémikus, Svante Arrhenius elektrolitos disszociációs elméletének jelentőségét és továbbfejlesztette azt. Rigába hívta és az általa kifejlesztett és róla elnevezett kapilláris viszkoziméterrel sűrűségméréseket végeztetett vele. 1887-re dolgozták ki részletesen a disszociációs elméletet. Az elgondolás szerint az elektrolitok molekulái oldáskor elektromosan töltött ionokká válnak szét az oldószer hatására anélkül, hogy ehhez elektromos áramra lenne szükség. Az áram hatására az ionok csak vándorlásba kezdenek. (Lásd: Sav-bázis elméletekben az Arrhenius-Ostwald féle sav-bázis elmélet.)
1887 és 1897 között Ostwald inzenzíven foglalkozott az elektrokémiával. A Német Elektrokémiai Társaság (Deutsche Elektrochemische Gesellschaft, ma Deutsche Bunsen-Gesellschaft für Physikalische Chemie) alapítói közé tartozott. „A jelen tudományos elektrokémiája és a jövő technikai kémiája” című előadásában a Brennstoffzellen alkalmazását; a „A jövő energiaforrásai” című könyvében pedig a napenergia hasznosítását ismertette.
1888-ban megfogalmazta a róla elnevezett, a vezetőképességre vonatkozó hígítási törvényt, amely a gyenge elektrolitok vezetőképességének változását írja le a koncentráció függvényében.
Ő tette a katalízissel kapcsolatos első felismeréseket is, megállapítva, hogy a katalizátornak a kémiai egyensúlyra nincsen hatása, az csak a reakciósebességet növeli meg, mert csökkenti az aktiválási energiát.
A tudományfilozófia iránt fogékony Ostwald egyik reakciókinetikai előadása „Az idő problémájáról” szólt, arról, hogy míg a termodinamikában semmi szerepet nem játszhat, addig milyen szoros kapcsolatban áll az idő fogalma a reakciók sebességével, általában szólva a disszipáció jelenségével.
Sokat fáradozott a tudósok jobb nemzetközi együttműködésén. 1912-ben létrehozta a Kémiai Társaságok Nemzetközi Szervezetét, amelynek első elnöke lett.

### Ostwald, az energista
Az 1895-ös lübecki konferencia a tudósok két tábora közti nagy összecsapás színtere volt. Az atomisták Ludwig Boltzmann vezetésével és ellenfeleik, az energetisták, élükön Ostwalddal, csaptak össze. Ostwald hasonlata szerint, az anyag viselkedését atomokkal magyarázni olyan, mintha a mozdony működését akarnánk benne vágtázó paripákkal értelmezni. A konferencia megmutatta, hogy a 19. század legvégén a fizikus-kémikus társadalom jelentős része még mindig idegenkedett attól, hogy elfogadja az atomok létezését. A lübecki konferencia hangulatára Arnold Sommerfeld a következőképpen emlékszik vissza: „A harc Boltzmann és Ostwald között – külsőleg és belsőleg is – a bika és a mozgékony torreádor harcára emlékeztetett. De ezúttal minden vívókészsége ellenére a torreádor (Ostwald) maradt alul. Boltzmann érvei lehengerlőek voltak. Mi matematikusok akkor mindannyian Boltzmann mellett álltunk.”
1901-ben jelent meg a Természetfilozófiai előadások című műve, amelyben az atomizmus ellen szállt síkra. Szerinte a reakciók legátfogóbb leírását az energiamérleg adja meg. Az energia számára olyan alapvető princípiummá válik, amely még az anyagnál is alapvetőbb.
„…az energia az, amiben a való testet ölt. Az energia két értelemben igazi valóság: először is reális annyiban, amennyiben ő az, ami hat; bármilyen legyen is a szóban forgó esemény, ha mi megmondjuk annak okát, az annyit jelent, hogy rámutatunk azokra az energiákra, amelyek abban részt vesznek. Másrészt az energia annyiban is reális, hogy lehetővé teszi, hogy rámutassunk egy esemény tartalmára. Ő az, amelyik a jelenségek mozgásában a mozdulatlan pólust jelenti…” Az atomellenes álláspontja csak Jean Perrin kísérleteinek a hatására változott meg és az 1910-es évektől már ő is elfogadja az atomok létezését.
Hasonló nézeteket hirdetett az 1901-től megjelenő Természetfilozófiai Évkönyvekben, amiket 1921-ig szerkesztett.

### Nyugdíjas évei
Nem tanított már az egyetemen, amikor 1909-ben Nobel-díjat kapott a katalízis, a kémiai egyensúlyok és a reakciósebesség alapvető vizsgálataiért.
Nyugdíjba vonulása után vidéki birtokán kutatott és írt. Egyik kollégája ezt írta neki: „Csak az idősebb Dumas használt el több tintát, mint Ön.”
Már nemcsak a kémia foglalkoztatta; érdeklődése természetfilozófiai, társadalmi, vallási kérdések felé fordult, sokat foglalkozott tudományfilozófiával és ezen belül az „energetika” tanával. Gondolkodását az emberiség, a társadalom jobb, célszerűbb berendezése, a fejlődés siettetése, a természet megismerése és meghódítása mozgatták. Megalkotta „Az energetikai elv” című művét, amely ismét éles támadás az atomelmélet ellen.
De minden egyéb más terület is érdekelte, így tudománytörténet, összhangzattan, színtan (1917-ben megjelent az „Ostwald-féle színatlasz”, 1921-ben a „Szín” – Die Farbe – című újság), Bertha von Suthner világbéke mozgalma, egy mesterséges világnyelv és az Ernst Haeckel alapította, harcosan antiklerikális Monista Szövetség, amely az egyházak elhagyására igyekezett rávenni a németeket, és amely számára négy kötetre rúgó „vasárnapi prédikációt” is írt.
Ostwald színelmélete a négy alapszín alapján a komponálás fokozatos elsajátítását tanácsolta, kezdve a négyzettől, amely a különböző színértékek és ritmusok szerint tovább tagolható. Szerint a harmónia rendet jelent. Minél egyszerűbb a rend, annál meggyőzőbb a harmónia.

### A színkör
| sorszám | hullámhossz   | tartomány  |
| sorszám | nm            | tartomány  |
| 1       | 573,2         | sárga      |
| 2       | 576,0         | sárga      |
| 3       | 579,0         | sárga      |
| 4       | 584,3         | narancs    |
| 5       | 591,2         | narancs    |
| 6       | 603,5         | narancs    |
| 7       | 700,0         | vörös      |
| 8       | -498,6[bíbor] | vörös      |
| 9       | -512,8[bíbor] | vörös      |
| 10      | -550,5[bíbor] | bíbor      |
| 11      | -564,4[bíbor] | bíbor      |
| 12      | 431,0         | bíbor      |
| 13      | 467,7         | ultrakék   |
| 14      | 473,2         | ultrakék   |
| 15      | 479,1         | ultrakék   |
| 16      | 483,4         | jégkék     |
| 17      | 487,3         | jégkék     |
| 18      | 490,0         | jégkék     |
| 19      | 493,9         | tengerzöld |
| 20      | 498,6         | tengerzöld |
| 21      | 512,8         | tengerzöld |
| 22      | 550,5         | lombzöld   |
| 23      | 564,4         | lombzöld   |
| 24      | 570,1         | lombzöld   |

↑ bíbor: A bíbor színeknél a komplementer színinger hullámhosszát kell megadni
Ostwald színrendszere a Grassmann-törvényeken alapul. Változói:
s Schwarz
w Weiß
v Vollfarbe
Ezek összege mindig 100-ra egészül ki. Például 20 s+ 20 w + 60 v =100. Ábrája egyenlő oldalú háromszög, amelynek csúcsai (függőlegesen) a fekete, a fehér; vízszintesen a maximálisan telített tiszta szín (eredetileg: „teljes szín”).

### Hazai vonatkozások
A „Die Züchtung des Genies” című cikkét Csontváry Kosztka Tivadar fordította magyarra „A zseni tenyésztése” címmel. Csontváry önéletrajzában is megemlíti a furcsa színelmélettel rendelkező Ostwaldot.
„…két berlini tanár azzal a kéréssel fordult hozzám, engedjem meg, hogy a kiállításra meghívhassák Wilhelm Ostwald dr. híres tudós tanárt, aki nemrég a császár előtt olyan felolvasást tartott, hogy hagyjunk fel az olajfestészettel, mert nem tudjuk a régiek technikáját utánozni, nem tudunk fehéret festeni, nem tudjuk a világító színeket előállítani s nem tudunk tartós színekkel festeni, mert festményeink idővel barna »szósszá« válnak s a művészetnek kárt okoznak. Minthogy ezen a kiállításon épp az ellenkezője van igazolva, itt fehér színek pompáznak, világító színek ragyognak s az évekkel előbb festett vásznak olyanok, mintha tegnap lettek volna festve. Ezzel az eredménnyel tehát, ha ez átutalható »übertragbar« az egész festői technikát meg lehet menteni a csődtől, amelyre a tudós tanár a világot figyelmeztette.”

## Magyarul megjelent művei
- Az analytikai chemia tudományos alapvonalai; ford. Aristides Kanitz; Stein, Kolozsvár, 1895
- Nagy emberek; ford. Fogarasi Béla; Politzer, Bp., 1911 (Modern könyvtár)
- A tudomány; ford. Kelen Ferenc; Athenaeum, Bp., 1912 (Modern könyvtár)
- Feltalálók, felfedezők, nagy emberek; ford. Kósa Miklós; Révai, Bp., 1912 (Világkönyvtár)
- Bevezetés a természetfilozófiába; ford. Fülöp Zsigmond; Dick, Bp., 1922
- Bevezetés a kémiába; ford. Toborffy Zoltán; Pantheon, Bp., 1924
- Siker és boldogság / A boldogság elmélete; ford., átdolg. Doubravszky Sándor; Múzsák, Bp., 1995 (Kis könyvek – nagy gondolatok)